# Rosetta Code
Rosetta Code ist eine wikigestützte Programmier-Website mit Implementierungen von gängigen Algorithmen und Lösungen für verschiedene Programmierprobleme in vielen verschiedenen Programmiersprachen.

## Website
Rosetta Code wurde 2007 von Michael Mol entwickelt. Der Inhalt der Website steht unter der GNU-Lizenz für freie Dokumentation 1.2, obwohl einige Komponenten zwei Lizenzen unter weniger strengen Bedingungen haben können.
Das Rosetta Code Web-Repository veranschaulicht, wie die gewünschte Funktionalität in verschiedenen Programmierparadigmen sehr unterschiedlich implementiert werden kann, und wie "die gleiche" Aufgabe in verschiedenen Programmiersprachen ausgeführt werden kann.
Mit Stand vom 3. Juni 2025 hat Rosetta Code:
- 1324 Programmierprobleme
- 387 zusätzliche Programmierungsaufgaben als Entwurf
- 970 Programmiersprachen

### Daten und Struktur
Die Rosetta-Code-Website ist so organisiert, dass sie nach Aufgaben (spezifische Programmierprobleme oder Überlegungen) und nach Programmiersprachen navigierbar ist.
Die Seite einer Aufgabe zeigt vom Besucher beigesteuerte Lösungen in verschiedenen Computersprachen an, so dass ein Betrachter die Vorgehensweise jeder Sprache mit dem angegebenen Problem der Aufgabe vergleichen kann.
Aufgabenseiten sind in Listen pro Sprache enthalten, die auf den Sprachen der bereitgestellten Lösungen basieren; eine Aufgabe mit einer Lösung in der Programmiersprache C erscheint in der Liste für C. Wenn die gleiche Aufgabe eine Lösung in Ruby hat, erscheint die Aufgabe auch in der Liste für Ruby.

### Sprachen
Einige Programmiersprachen, die in Rosetta Code aufgeführt sind, sind:
- Ada
- ALGOL 60
- ALGOL 68
- ALGOL W
- APL
- Awk
- AutoHotKey
- BASIC (40 verschiedene Versionen)
- C
- C Sharp (C#)
- C++
- Clojure
- COBOL
- Common Lisp
- D
- Erlang
- F Sharp (F#)
- Factor
- Forth
- Fortran
- Elixir
- Go
- Groovy (Apache Groovy)
- Haskell
- Icon
- J
- Java
- JavaScript
- Julia
- Kotlin
- Maple
- Mathematica
- MATLAB
- Nim
- OCaml
- ooRexx
- Octave
- PARI/GP
- Pascal
- Perl
- PHP
- Picolisp
- PL/I
- PowerShell
- PureBasic
- Python
- R
- Racket
- Raku
- REXX
- Ruby
- Rust
- Scala
- Scheme
- Seed7
- SequenceL
- Smalltalk
- Swift
- Tcl
- Unicon
- XPL0

Eine Liste aller Programmiersprachen, sortiert nach Beliebtheit, ist verfügbar.